# Lola Rodríguez
Pour les articles homonymes, voir Rodríguez et Díaz.
Ne doit pas être confondu avec Lola Rodríguez Aragón.
Lola Rodríguez Díaz, née le 26 novembre 1998 dans l'île de Grande Canarie, est un mannequin et une actrice espagnole.

## Biographie
Née à Las Palmas de Grande Canarie, en Espagne, sa transition de genre est[style à revoir] reconnue légalement à l'âge de onze ans, avec le soutien de ses parents.
Elle est étudiante à l'Université Autonome de Madrid.
En 2015, elle est la première candidate mineure transgenre du carnaval de Las Palmas de Grande Canarie.
En 2018, elle participe à la Marche des Fiertés de Madrid.
Elle joue en tant qu'actrice principale dans la série de télévision Veneno, produite par Atresmedia et réalisée par Javier Ambrossi et Javier Calvo, inspirée par la biographie de La Veneno publiée par Valeria Vegas.
En 2021, elle joue au cinéma dans le film de Fernando Colomo, Poliamor para principiantes, où elle partage le rôle principal avec María Pedraza, Karra Elejalde et Toni Acosta.
La même année est annoncé son rôle dans la série de Netflix, Bienvenidos a Éden, en compagnie d'Amaia Salamanca, de Begoña Vargas et d'Ana Mena. Elle est doublée par l'actrice française Camille Donda dans la version francophone.